# Porcellio pseudocilicius
Porcellio pseudocilicius är en kräftdjursart som beskrevs av Helmut Schmalfuss 1992. Porcellio pseudocilicius ingår i släktet Porcellio och familjen Porcellionidae. Inga underarter finns listade i Catalogue of Life.